# Lingue minoritarie in Svezia

In Svezia sono riconosciute ufficialmentre cinque lingue minoritarie: il finlandese, il meänkieli (in tutte le sue varianti), le lingue sami, il romaní e l'yiddish. Queste lingue godono di maggiori diritti rispetto ad altre lingue minoritarie più esigue. La lingua dei segni svedese ha uno status giuridico simile a quelle minoritarie, quindi viene considerata anch'essa una lingua minoritaria. 
Come prescritto dalla Carta europea delle lingue regionali o minoritarie, molti paesi in Europa (Polonia, Spagna, Gran Bretagna, ecc.) riconoscono alcuni dialetti come lingue minoritarie a tutti gli effetti, come ad esempio l'aragonese o lo scots. Al contrario, in Svezia alcuni dialetti classificabili come lingue proprie non sono riconosciuti come tali. Per esempio, l'älvdalsmål, un dialetto particolare del Dalarna, non è riconosciuto come lingua minoritaria sebbene lo sia a livello internazionale.

## Riconoscimento ufficiale
I diritti che le lingue minoritarie hanno e il loro sviluppo sono influenzati da diversi fattori. Nell'aprile 2009 è entrato in vigore il diritto a usare tutte le lingue sami, il finlandese e il meänkieli in alcuni comuni come lingua ufficiale. L'articolo 2 della legge 724/2009 riconosce cinque minoranze linguistiche: Le minoranze nazionali sono ebrei, rom, sami, finlandesi e tornedaliani, in conformità con gli impegni della Svezia ai sensi della Convenzione-quadro per la protezione delle minoranze nazionali e la Carta europea delle lingue regionali o minoritarie.
Il decreto di legge sulla lingua (600/2009) dichiara che le lingue minoritarie nazioni sono finlandese, yiddish, meänkieli, lingua romaní e lingue sami.

### Lingua finlandese
Il finlandese è parlato da circa 470.000 persone ed è riconosciuto come lingua ufficiale minoritaria nei comuni:
Botkyrka, Eskilstuna, Gällivare, Hallstahammar, Haninge, Haparanda, Huddinge, Håbo, Kiruna, Köping, Pajala, Sigtuna, Solna, Stoccolma, Södertälje, Tierp, Upplands Väsby, Upplands-Bro, Uppsala, Älvkarleby, Österåker, Östhammar e Övertorneå.
Il finlandese è parlato in Svezia fin dal XII secolo, quando la Finlandia venne colonizzata e divenne parte del regno di Svezia.

### Lingue meänkieli
Le lingue meänkieli sono riconosciute ufficialmente nei comuni di: Gällivare, Haparanda, Kiruna, Pajala e Övertorneå.
Il meänkieli (detto anche tornionlaaksonsuomi in finlandese e tornedalsfinska in svedese) corrisponde a una specifica area geografia, il Tornedal, e a una determinata popolazione, i tornedaliani. Dal punto di vista linguistico appartiene al gruppo delle lingue uraliche quindi è strettamente imparentato con il finlandese. I parlanti ammontano a circa 50.000.

### Lingue sami

Distribuzione e varianti delle lingue sami nella penisola Scandinava

In Svezia vivono tra 15 000 e 20 000 sami e i parlanti in lingua madre (nelle sue varianti) sono circa 9000. È riconosciuto come lingua ufficiale minoritaria nei comuni di: Arjeplog, Arvidsjaur, Berg, Gällivare, Härjedalen, Jokkmokk, Kiruna, Lycksele, Malå, Sorsele, Storuman, Strömsund, Umeå, Vilhelmina, Åre, Älvdalen e Östersund.
Il sami può essere usato nell'amministrazione, nei tribunali e nelle scuole materne.

### Altre minoranze linguistiche
Il romaní e l'yiddish non hanno aree specifiche di riconoscimento, in quanto non è possibile identificare queste minoranze con una particolare regione. Ciononostante i parlanti in queste lingue godono degli stessi privilegi delle altre tre: ad esempio, gli scolari di scuola materna hanno diritto a studiarla per almeno un paio d'ore la settimana. Inoltre la legge stabilisce che in almeno un'università l'insegnamento o la ricerca devono svolgersi in queste lingue. Per quanto riguarda il romaní, l'università di riferimento è la Linköpings universitet, e si calcola che il numero di parlanti sia di circa 9500. Il finlandese è afferito all'università di Stoccolma e di Uppsala, il sami e il meänkieli hanno corsi specifici all'università di Umeå, mentre l'yiddish nell'università di Lund e si stima che i parlanti siano tra 2000 e 6000, sebbene Mikael Parkvall ritenga che i madre lingua yiddish siano soltanto 750-1500, tutti adulti e di età avanzata. 
Lo status particolare di cui queste lingue godono è dovuto al fatto che sono "lingue storiche". Al contrario, arabo (che ha circa 400.000 parlanti in Svezia) e turco, che sono stati portati solo a partire dal XX secolo con l'immigrazione, sono lingue nuove e quindi non riconoscibili come minoranze ufficiali. 
Lo svedese è diventato lingua ufficiale dello stato solo nel 2009. Le lingue minoritarie sono state riconosciute ufficialmente al fine di aumentare la conservazione della lingua stessa e della minoranza associata.